# Wiesenaue
Wiesenaue ist eine Gemeinde im Norden des brandenburgischen Landkreises Havelland. Sie gehört zum Amt Friesack mit Sitz in Friesack.

## Geografie
Wiesenaue liegt zentral zwischen den Städten Rathenow, Nauen, Kyritz und Neuruppin, nahe Friesack in den Niederungen südlich des Alten Rhin. Westlich der Gemeinde befindet sich der bis zu 77 Meter NHN hohe Höhenrücken Ländchen Friesack und südlich der Große Havelländische Hauptkanal. Das Gemeindegebiet hat Anteil am Wald Zootzen.

## Gemeindegliederung
Wiesenaue besteht aus folgenden Ortsteilen:
- Brädikow
- Jahnberge
- Vietznitz
- Warsow

Hinzu kommen die Wohnplätze Bergsiedlung, Kanalsiedlung und Luchsiedlung.

## Geschichte
Brädikow, Vietznitz und Warsow gehörten seit 1817 zum Kreis Westhavelland in der preußischen Provinz Brandenburg und ab 1952 zum Kreis Nauen im DDR-Bezirk Potsdam. Seit 1993 liegen die Orte im brandenburgischen Landkreis Havelland.
Die Gemeinde Wiesenaue wurde am 26. Oktober 2003 im Zuge der kommunalen Neuordnung des Bundeslandes aus den drei bis dahin selbstständigen Gemeinden Brädikow, Vietznitz und Warsow gebildet. Ursprünglich wurde der neuen Gemeinde vom Brandenburgischen Innenministerium der Name Jahnberge gegeben. Am 7. Juni 2004 beschloss die Gemeindevertretung die Umbenennung in Wiesenaue. Die Änderung trat am 1. Oktober 2004 in Kraft.

## Bevölkerungsentwicklung
| Jahr | Brädikow | Vietznitz | Warsow |      | Jahr | Wiesenaue |
| ---- | -------- | --------- | ------ | ---- | ---- | --------- |
| 1875 | 499      | 365       | 183    | 2003 | 801  |           |
| 1910 | 513      | 335       | 177    | 2005 | 797  |           |
| 1939 | 536      | 402       | 194    | 2010 | 777  |           |
| 1946 | 897      | 483       | 454    | 2015 | 738  |           |
| 1950 | 927      | 526       | 490    | 2020 | 779  |           |
| 1971 | 449      | 369       | 321    | 2021 | 783  |           |
| 1990 | 377      | 303       | 218    | 2022 | 797  |           |
| 1995 | 345      | 286       | 197    | 2023 | 793  |           |
| 2000 | 344      | 248       | 226    | 2024 | 766  |           |
| 2002 | 331      | 242       | 244    |      |      |           |

Gebietsstand des jeweiligen Jahres, Einwohnerzahl: Stand 31. Dezember (ab 1991), ab 2011 auf Basis des Zensus 2011, ab 2022 auf Basis des Zensus 2022

## Politik

### Gemeindevertretung
Die Gemeindevertretung von Wiesenaue besteht aus neun Mitgliedern und dem ehrenamtlichen Bürgermeister. Die Kommunalwahl am 26. Mai 2019 führte zu folgendem Ergebnis:
| Partei / Wählergruppe          | Stimmenanteil | Sitze |
| ------------------------------ | ------------- | ----- |
| Wählergruppe Brädikow          | 37,8 %        | 4     |
| Wählergruppe Vietznitz         | 22,0 %        | 2     |
| Einzelbewerber Heiko Gräning   | 19,2 %        | 1     |
| Wählergemeinschaft Jahnberge   | 12,1 %        | 1     |
| Wählergruppe Für unsere Bürger | 08,9 %        | 1     |

Der Stimmenanteil von Heiko Gräning entspricht zwei Sitzen. Daher bleibt nach § 48 (6) des Brandenburgischen Kommunalwahlgesetzes ein Sitz in der Gemeindevertretung unbesetzt.

### Bürgermeister
- 2008–2014: Karsten Schwab[10]
- seit 2014: Frank Donner (Wählergruppe Brädikow)[11][12]
- seit 2024: Heiko Gräning  (WG Wiesenaue)

Gräning wurde in der Bürgermeisterwahl am 9. Juni 2024 ohne Gegenkandidat mit 88,6 % der gültigen Stimmen für eine Amtszeit von fünf Jahren gewählt.

## Sehenswürdigkeiten
In der Liste der Baudenkmale in Wiesenaue stehen die in der Denkmalliste des Landes Brandenburg eingetragenen Baudenkmale.

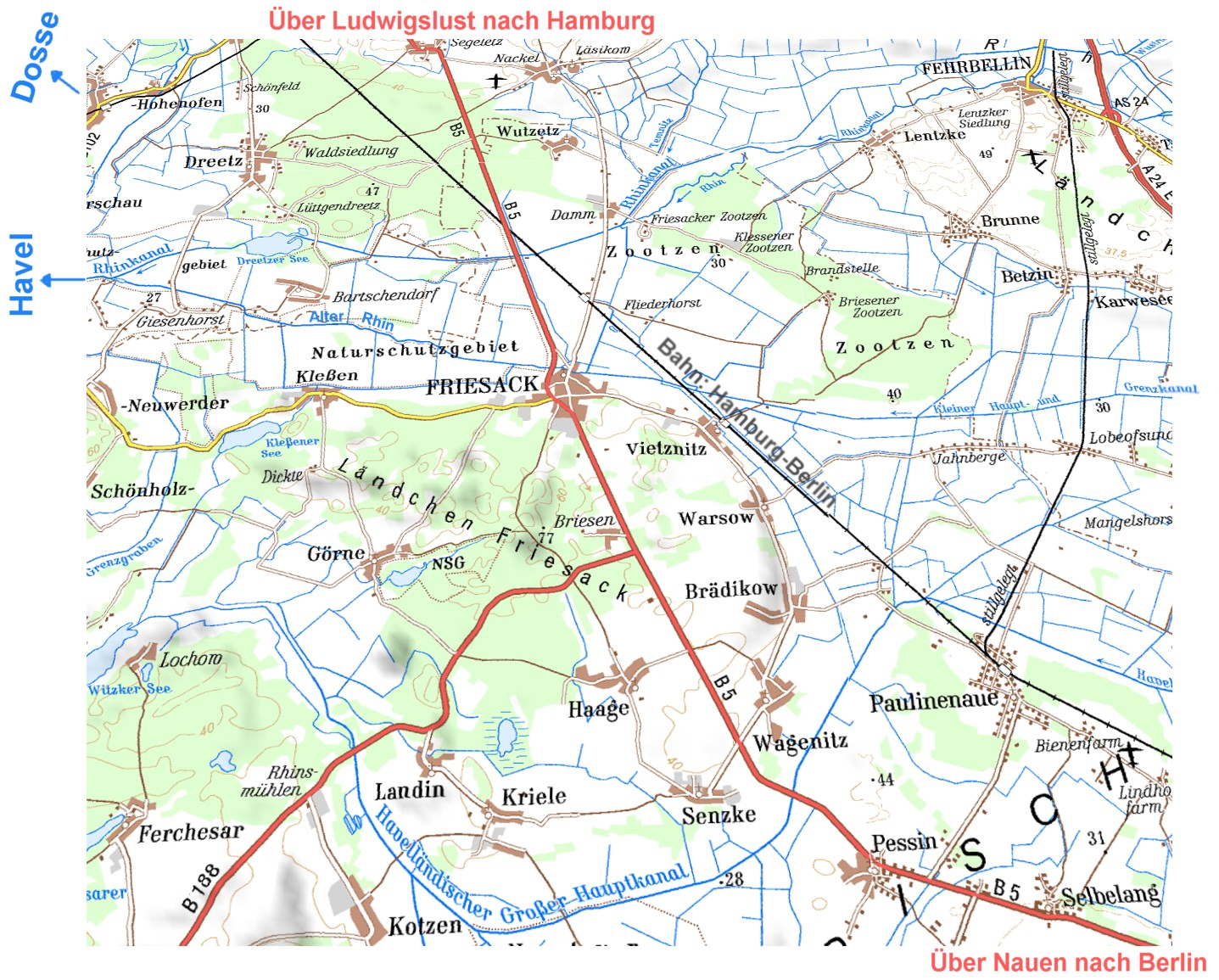
Umgebungskarte

## Verkehr
Die Bundesstraße 5 führt westlich am Gemeindegebiet vorbei. Die Landesstraßen L 17 und L 174 verbinden die Ortsteile miteinander. Die Bundesautobahn 24 verläuft nordöstlich der Gemeinde und ist über die Anschlussstelle Fehrbellin (ca. 12 km) zu erreichen.
Wiesenaue liegt nahe der Bahnstrecke Berlin–Hamburg. Nächste Bahnstation ist Paulinenaue.